# غواص‌سانان
غواص‌سانان  یا شیرجه‌روسانان (نام علمی: Gaviiformes) راسته‌ای از پرندگان آبزی، در اندازه‌های بزرگ یا متوسط، با منقار نوک‌تیز هستند که پاهایشان برای شیرجه زدن مناسب است. اعضای این راسته در بسیاری بخش‌های آمریکای شمالی، ایسلند، و شمال اوراسیا یافت می‌شوند. تنها تیره ی باقی‌مانده از این راسته، غواصان نام دارد که شامل ۵ گونه می‌شود.
این پرندگان آنچنان برای شنای سریع و شکار در آب فرگشت یافته‌اند که راه رفتن بر روی سطح خشکی برایشان سخت است. پس از پنگوئن‌های ساکن جنوبگان، آن‌ها ماهرترین پرندگان شکارچی درون آب هستند. آن‌ها توانایی تغییر حالت شناور بودن خود در زیر آب را با جابجایی پرها، کنترل هوای درون کیسه‌های هوایی، و کم و زیاد کردن هوای درون شش‌ها دارند.

## ویژگی‌های ظاهری

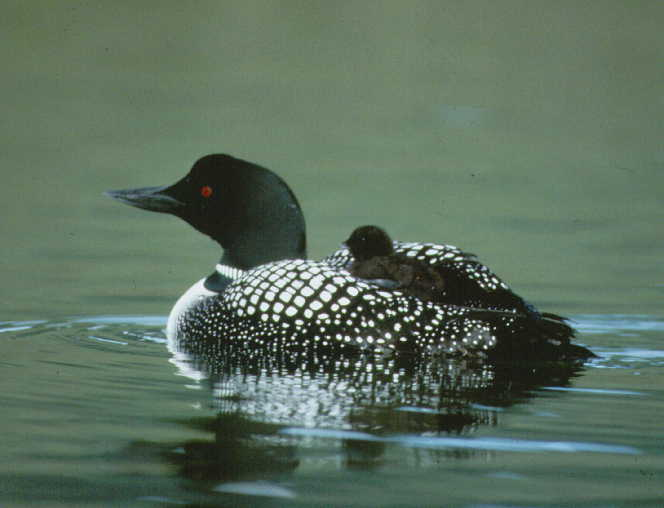
پرنده لون به‌همراه فرزندش

اندازه غواص‌ها میان ۵۳ تا ۹ سانتی‌متر است و وزنشان از ۱ تا ۲٫۴ کیلوگرم (در غواص گلوسرخ) تا ۶٫۴–۴٫۴ کیلوگرم (در غواص نوک‌زرد) تغییر می‌کند. جنس ماده اندکی از جنس نر کوچک‌تر است.
پرنده‌های بالغ همهٔ گونه‌های این راسته دارای زیر بدن و شکمی به رنگ سفید هستند بخش‌های بالایی بدن در غواص‌ها نوک‌زرد و شمالگان سیاه دارای نقطه‌هایی سفید بر پشت و بال‌ها است. غواص گلوقرمز رنگ قهوه‌ای دودی با نقطه‌های روشن ریز است. همهٔ گونه‌ها دارای خط‌های سفید و موازی با هم بر روی گردن هستند. در زمستان، بخش‌های بالایی بدن در بالغ‌ها و نابالغ‌ها خاکستری با نشان‌های روشن می‌شوند. جوجه‌های تازه به دنیا آمده نیز به رنگ قهوه‌ای یا خاکستری تیره تا سیاه هستند.